# Freescale 68HC16
A 68HC16 (amelyet gyakran csak HC16-nak rövidítenek) egy nagymértékben moduláris mikrovezérlő-család amely a Freescale Semiconductor (korábban Motorola Semiconductor) CPU16 jelű magján alapul A CPU16 mag egy valódi 16 bites kialakítás, és architektúrája valamelyest hasonlít a cég egy másik termékére, a 68HC11 magéra. A hasonlóságok igyekeznek megkönnyíteni a cég 8 bites (68HC11) termékeiről történő átállást a 16 bites architektúrára. A HC16 több jellemzője és maga a CPU16 mag ennek ellenére sok újdonságot mutat a HC11 felhasználóinak.
A HC16 egy szoftveres korszerűsítési útvonalat kínál a HC11 felhasználóknak, emellett teljes hardveres kompatibilitást kínál a 32 bites mikroprocesszorokban alkalmazott aszinkron memória- és címsínekhez, tehát jól beleilleszkedhet egy technológiai átmeneti folyamatba, ami nem mellékes az autóiparban.

## Fordítás
Ez a szócikk részben vagy egészben  a   Freescale 68HC16 című angol Wikipédia-szócikk ezen változatának fordításán alapul.  Az eredeti cikk szerkesztőit annak laptörténete sorolja fel. Ez a jelzés csupán a megfogalmazás eredetét és a szerzői jogokat jelzi, nem szolgál a cikkben szereplő információk forrásmegjelöléseként.